# Copa Libertadores
CONMEBOL Libertadores, også kendt som Copa Libertadores de América, (portugisisk: Taça Libertadores da América) er en årligt tilbagevendende fodboldturnering mellem klubhold i Sydamerika. De sidste år har også hold fra Mexico deltaget. Turneringen arrangeres af CONMEBOL, det sydamerikanske fodboldforbund, og vinderholdet repræsenterer CONMEBOL i VM for klubhold.
Den argentinske klub Independiente har vundet flest gange, nemlig syv.
Navnet på turneringen hædrer Libertadores (portugisisk og spansk for befriere), hovedlederne for uafhængighedskrigene i Latinamerika: Simón Bolívar, José de San Martín, Antonio José de Sucre, Bernardo O'Higgins, José Miguel Carrera og José Gervasio Artigas.
Turneringens har været sponsoreret af Spaniens største bank, Banco Santander siden september 2007.

## Turneringsformat

### Kvalifikation
De første år deltog kun de nationale mestre fra de største sydamerikanske fodboldforbund (Argentina, Bolivia, Brasilien, Chile, Colombia, Ecuador, Paraguay, Peru og Uruguay), men fra 1970'erne måtte hvert land have med to hold, og derudover deltog også hold fra Venezuela. Antallet af hold blev senere øget til 24, 28, 32 og nu (2008) 38 hold.
Holdene kvalificerer sig til Copa Libertadores ved at vinde et nationalt mesterskab eller ved at slutte på en af de øverste pladser.

### Indledende runder, gruppespil og knockoutrunder
Turneringen starter med en indledende runde, hvor tolv klubber spiller to kampe mod hinanden i knockoutformat. De seks vindere spiller sammen med de øvrige hold i den første runde, hvor holdene fordeles i puljer på fire hold i hver. De spiller alle mod alle, ude og hjemme. Top to i hver pulje kvalificerer sig derefter til næste runde, der er er en knockoutrunde med to kampe. Herfra og til semifinaler arrangeres det som rent knockoutsil med ude og hjemmekampe.

## Vindere
| Sæson | Vinder                 | Resultat                                       | Tabende finalist               |
| ----- | ---------------------- | ---------------------------------------------- | ------------------------------ |
| 2024  | Botafogo               | 3 – 1                                          | Atletíco Mineiro               |
| 2023  | Fluminense             | 2 – 1                                          | Boca Juniors                   |
| 2022  | Flamengo               | 1 – 0                                          | Athletico-PR                   |
| 2021  | Palmeiras              | 2 – 1                                          | Flamengo                       |
| 2020  | Palmeiras              | 1 – 0                                          | Santos                         |
| 2019  | Flamengo               | 2 – 1                                          | River Plate                    |
| 2018  | River Plate            | 3 – 1 / 2 – 2 Sammenlagt 5 – 3                 | Boca Juniors                   |
| 2017  | Grêmio                 | 2 – 1 / 1 – 0 Sammenlagt 3 – 1                 | Club Atlético Lanús            |
| 2016  | Atlético Nacional      | 1 – 0 / 1 – 1 Sammenlagt 2 – 1                 | C.S.D. Independiente del Valle |
| 2015  | River Plate            | 3 – 0 / 0 – 0 Sammenlagt 3 – 0                 | Tigres UANL                    |
| 2014  | San Lorenzo de Almagro | 1 – 1 / 1 – 0 Sammenlagt 2 – 1                 | Nacional Asuncion              |
| 2013  | Atletíco Mineiro       | 2 – 0 / 0 – 2 Sammenlagt 5 – 5 4 – 3 str.konk. | Olimpia                        |
| 2012  | Corinthians            | 1 – 1 / 2 – 0 Sammenlagt 3 – 1                 | Boca Juniors                   |
| 2011  | Santos                 | 0 – 0 / 2 – 1 Sammenlagt 2 – 1                 | Peñarol                        |
| 2010  | Internacional          | 2 – 1 / 3 – 2 Sammenlagt 5 – 3                 | Guadalajara                    |
| 2009  | Estudiantes            | 0 – 0 / 2 – 1 Sammenlagt 2 – 1                 | Cruzeiro                       |
| 2008  | LDU Quito              | 4 – 2 / 1 – 3 Sammenlagt 5 – 5 3-1 str.konk.   | Fluminense                     |
| 2007  | Boca Juniors           | 3 – 0 / 2 – 0 Sammenlagt 5 – 0                 | Grêmio                         |
| 2006  | Internacional          | 2 – 1 / 2 – 2 Sammenlagt 4 – 3                 | São Paulo                      |
| 2005  | São Paulo              | 1 – 1 / 4 – 0 Sammenlagt 5 – 1                 | Athletico-PR                   |
| 2004  | Once Caldas            | 0 – 0 / 1 – 1 Sammenlagt 1 – 1 2-0 str.konk.   | Boca Juniors                   |
| 2003  | Boca Juniors           | 2 – 0 / 3 – 1 Sammenlagt 5 – 1                 | Santos                         |
| 2002  | Olimpia                | 0 – 1 / 2 – 1 Sammenlagt 2 – 2 4-2 str.konk.   | São Caetano                    |
| 2001  | Boca Juniors           | 1 – 0 / 0 – 1 Sammenlagt 1 – 1 3-1 str.konk.   | Cruz Azul                      |
| 2000  | Boca Juniors           | 2 – 2 / 0 – 0 Sammenlagt 2 – 2 4-2 str.konk.   | Palmeiras                      |
| 1999  | Palmeiras              | 0 – 1 / 2 – 1 Sammenlagt 2 – 2 4-3 str.konk.   | Deportivo Cali                 |
| 1998  | Vasco da Gama          | 2 – 0 / 2 – 1 Sammenlagt 4 – 1                 | Barcelona Sporting Club        |
| 1997  | Cruzeiro               | 0 – 0 / 1 – 0 Sammenlagt 1 – 0                 | Sporting Cristal               |
| 1996  | River Plate            | 0 – 1 / 2 – 0 Sammenlagt 2 – 1                 | America de Cali                |
| 1995  | Grêmio                 | 3 – 1 / 1 – 1 Sammenlagt 4 – 2                 | Atlético Nacional              |
| 1994  | Vélez Sársfield        | 0 – 1 / 1 – 0 Sammenlagt 1 – 1 5-3 str.konk.   | São Paulo                      |
| 1993  | São Paulo              | 5 – 1 / 0 – 2 Sammenlagt 5 – 3                 | Universidad Católica           |
| 1992  | São Paulo              | 1 – 0 / 0 – 1 Sammenlagt 1 – 1 3-2 str.konk.   | Newell's Old Boys              |
| 1991  | Colo-Colo              | 0 – 0 / 3 – 0 Sammenlagt 3 – 0                 | Olimpia                        |
| 1990  | Olimpia                | 2 – 0 / 1 – 1 Sammenlagt 3 – 1                 | Barcelona Sporting Club        |
| 1989  | Atlético Nacional      | 2 – 0 / 0 – 2 Sammenlagt 2 – 2 5-4 str.konk.   | Olimpia                        |
| 1988  | Nacional               | 0 – 1 / 3 – 0 Sammenlagt 3-1                   | Newell's Old Boys              |
| 1987  | Peñarol                | 0 – 2 / 2 – 1 Play-off 2 – 0 aet               | America de Cali                |
| 1986  | River Plate            | 2 – 1 / 1 – 0 Sammenlagt 3 – 1                 | America de Cali                |
| 1985  | Argentinos Juniors     | 1 – 0 / 0 – 1 Play-off 1 – 1 5-4 str.konk.     | America de Cali                |
| 1984  | Independiente          | 0 – 0 / 1 – 0 Sammenlagt 1 – 0                 | Grêmio                         |
| 1983  | Grêmio                 | 1 – 1 / 2 – 1 Sammenlagt 3 – 2                 | Peñarol                        |
| 1982  | Peñarol                | 0 – 0 / 1 – 0 Sammenlagt 1 – 0                 | Cobreloa                       |
| 1981  | Flamengo               | 2 – 1 / 0 – 1 Play-off 2 – 0                   | Cobreloa                       |
| 1980  | Nacional               | 0 – 0 / 1 – 0 Sammenlagt 1 – 0                 | Internacional                  |
| 1979  | Olimpia                | '2 – 0 / 0 – 0 Sammenlagt 2 – 0                | Boca Juniors                   |
| 1978  | Boca Juniors           | 0 – 0 / 4 – 0 Sammenlagt 4 – 0                 | Deportivo Cali                 |
| 1977  | Boca Juniors           | 1 – 0 / 0 – 1 Play-off 0 – 0 5-4 str.konk.     | Cruzeiro                       |
| 1976  | Cruzeiro               | 4 – 1 / 1 – 2 Play-off 3 – 2                   | River Plate                    |
| 1975  | Independiente          | 0 – 1 / 3 – 1 Play-off 2 – 0                   | Unión Española                 |
| 1974  | Independiente          | 1 – 2 / 2 – 0 Play-off 1 – 0                   | São Paulo                      |
| 1973  | Independiente          | 1 – 1 / 0 – 0 Play-off 2 – 1 aet               | Colo-Colo                      |
| 1972  | Independiente          | 0 – 0 / 2 – 1 Sammenlagt 2 – 1                 | Universitario                  |
| 1971  | Nacional               | 1 – 0 / 0 – 1 Play-off 2 – 0                   | Estudiantes L.P.               |
| 1970  | Estudiantes L.P.       | 1 – 0 / 0 – 0 Sammenlagt 1 – 0                 | Peñarol                        |
| 1969  | Estudiantes L.P.       | 1 – 0 / 2 – 0 Sammenlagt 3 – 0                 | Nacional                       |
| 1968  | Estudiantes L.P.       | 2 – 1 / 1 – 3 Play-off 2 – 0                   | Palmeiras                      |
| 1967  | Racing Club            | 0 – 0 / 0 – 0 Play-off 2 – 1                   | Nacional                       |
| 1966  | Peñarol                | 2 – 0 / 2 – 3 Play-off 4 – 2 aet               | River Plate                    |
| 1965  | Independiente          | 1 – 0 / 1 – 3 Play-off 4 – 1                   | Peñarol                        |
| 1964  | Independiente          | 0 – 0 / 1 – 0 Sammenlagt 1 – 0                 | Nacional                       |
| 1963  | Santos                 | 3 – 2 / 2 – 1 Sammenlagt 5 – 3                 | Boca Juniors                   |
| 1962  | Santos                 | 1 – 2 / 3 – 2 Play-off 3 – 0                   | Peñarol                        |
| 1961  | Peñarol                | 1 – 0 / 1 – 1 Sammenlagt 2 – 1                 | Palmeiras                      |
| 1960  | Peñarol                | 1 – 0 / 1 – 1 Sammenlagt 2 – 1                 | Olimpia                        |